# Carduoideae
Die Carduoideae bilden eine Unterfamilie innerhalb der Familie der Korbblütler (Asteraceae). Früher wurden die hier angeführten Gattungen zur Unterfamilie Centaurioideae gezählt und bildeten die Tribus Cynareae (Syn.: Cardueae). Nach neuen phylogenetischen Erkenntnissen bilden diese aber eine eigene Unterfamilie mit zwei zusätzlichen Tribus.
Neben einigen Distel-Gattungen wie zum Beispiel die der Kratzdisteln (Cirsium), werden auch Flockenblumen (Centaurea) (zu denen die bekannte Kornblume gehört) dazu gezählt. Selbst die Gattung der Kletten (Arctium) und die als Gemüse bekannte Artischocke gehören zur Unterfamilie Carduoideae. Die Färberdistel, auch Saflor genannt, findet vor allem im Orient Verwendung als Farb- und Ölpflanze und liefert das bekannte Distelöl.
Die etwa 83 Gattungen mit 2500 bis 2800 Arten sind fast weltweit verbreitet, jedoch hauptsächlich auf der Nordhalbkugel und hier vor allem in Eurasien und Nordafrika.

## Beschreibung
Es sind meist einjährige bis ausdauernde krautige Pflanzen. Seltener sind es verholzende Pflanzen: Halbsträucher, Sträucher oder selten Bäume.
In körbchenförmigen Blütenständen sitzen die Blüten. Bei den Carduoideae sind, im Gegensatz zu den anderen Unterfamilien, nur Röhrenblüten vorhanden. Bei manchen Taxa sind die randlichen Röhrenblüten mehr oder weniger zygomorph und vergrößert.

## Systematik

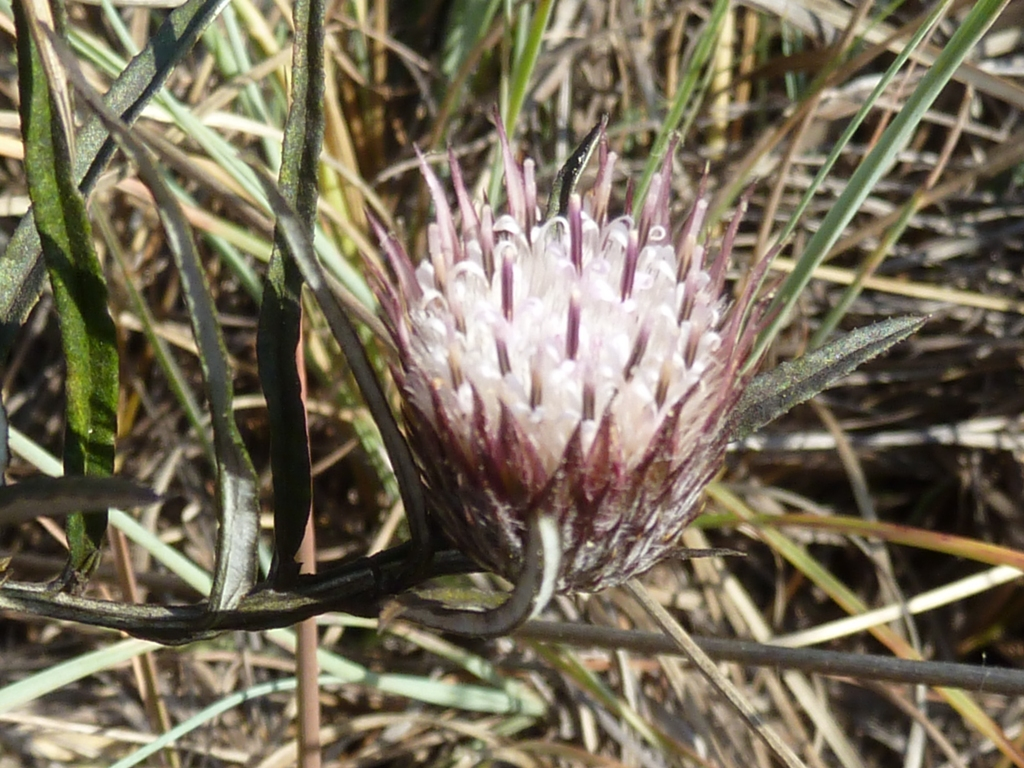
Tribus Dicomeae: Blütenkorb von Dicoma anomala subsp. anomala

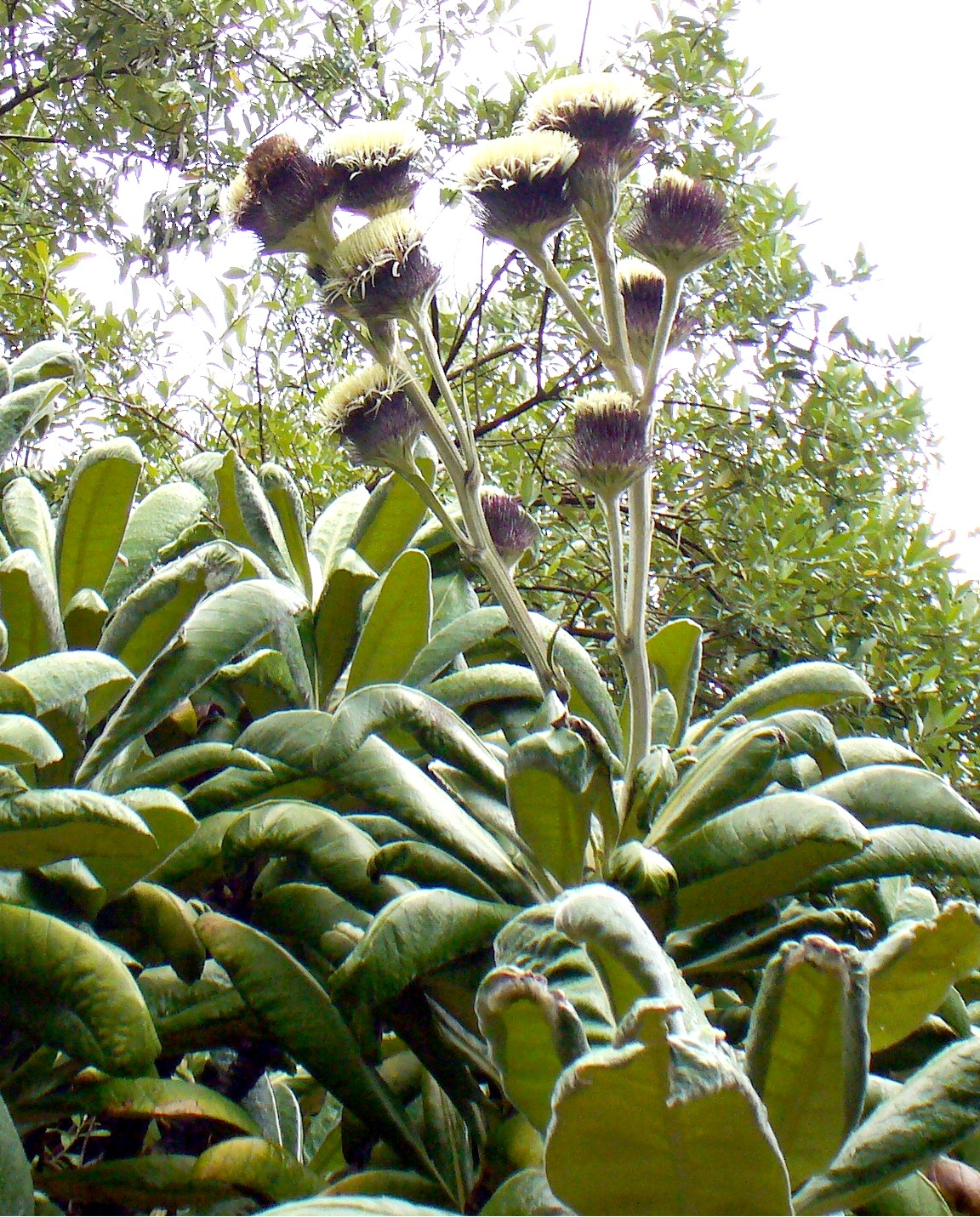
Tribus Oldenburgieae: Habitus von Oldenburgia grandis

Es gibt etwa 83 Gattungen mit bis zu 2800 Arten in der Unterfamilie Carduoideae. Die Unterfamilie wurde in bis zu zehn Tribus gegliedert, Arbeiten von J. L. Panero & V. A. Funk zeigen, dass nur noch drei und zusätzlich eine vierte Tribus dazu gehören:
- Tribus Cynareae Lam. & DC. (Syn.: Cardueae Cass.): Sie ist in fünf Subtribus gegliedert und enthält etwa 72 Gattungen mit bis zu 2500 Arten und damit etwa 90 % der Arten der Unterfamilie.
- Tribus Dicomeae Panero & V.A.Funk: Sie enthält etwa sieben Gattungen in Afrika und Madagaskar:
  - Cloiselia S.Moore: Die vier Arten kommen in Madagaskar vor.[4]
  - Dicoma Cass.: Sie enthält etwa 65 Arten im tropischen und südlichen Afrika sowie Madagaskar. Nur eine Art reicht auch bis zur arabischen Halbinsel und zum indischen Subkontinent.
  - Erythrocephalum Benth.: Die etwa zwölf Arten sind im tropischen Ost-, Zentralafrika und südlichen Afrika verbreitet.
  - Gladiopappus Humbert: Sie enthält nur eine Art:
    - Gladiopappus vernonioides Humbert: Sie kommt nur in Madagaskar vor.

  - Macledium Cass.: Die etwa acht Arten sind im tropischen und südlichen Afrika verbreitet.
  - Pasaccardoa Kuntze: Die etwa vier Arten sind im tropischen Afrika verbreitet.
  - Pleiotaxis Steetz: Die etwa 26 Arten sind im tropischen Afrika verbreitet.
- Tribus Tarchonantheae Panero & V.A.Funk: Sie enthält drei Gattungen mit bis zu 17 Arten in Afrika und Madagaskar:
  - Brachylaena R.Br.: Die 14 bis 15 Arten sind auf Madagaskar und auf dem afrikanischen Festland verbreitet.
  - Tarchonanthus L.: Die nur zwei Arten sind in Afrika verbreitet.
- Tribus Oldenburgieae S.Ortiz: Sie enthält nur eine Gattung:[3]
  - Oldenburgia Less.: Die nur vier Arten kommen nur in der Capensis vor. Es sind kleine Sträucher oder kleine Bäume.